# (6870) Pauldavies
(6870) Pauldavies es un asteroide que forma parte del cinturón interior de asteroides, descubierto el 28 de julio de 1992 por Robert H. McNaught desde el Observatorio de Siding Spring, Nueva Gales del Sur, Australia.

## Designación y nombre
Designado provisionalmente como 1992 OG. Nombrado en honor a Paul Davies (n. 1946), físico matemático británico residente en Australia, con intereses de investigación en cosmología, gravedad cuántica, astrofísica y el origen de la vida, quien también goza de reputación internacional como autor y locutor. Sus libros abarcan desde el académico  Campos cuánticos en el espacio curvo (con ND Birrell) hasta el popular  Acerca del tiempo. Tiene un interés de larga data en la relación entre ciencia y teología, resumida en su conocido libro La mente de Dios. Sus contribuciones a este campo fueron reconocidas en 1995 con la concesión del Premio Templeton al Progreso en la Religión. Davies ha sido un firme defensor de la necesidad de programas de búsqueda de objetos cercanos a la Tierra.

## Características orbitales
Pauldavies está situado a una distancia media del Sol de 1,927 ua, pudiendo alejarse hasta 2,145 ua y acercarse hasta 1,709 ua. Su excentricidad es 0,113 y la inclinación orbital 24,907 grados. Emplea 977,32 días en completar una órbita alrededor del Sol.
Pertenece a la familia de asteroides de (434) Hungaria.

## Características físicas
La magnitud absoluta de Pauldavies es 14,01. Tiene 2,546 km de diámetro y su albedo se estima en 0,750. 